# Araújos
Araújos é um município brasileiro do estado de Minas Gerais. Sua população em 2024 é de 9.556 habitantes. A cidade de Araújos tem a economia baseada nas indústrias têxtil, calçadista e na agropecuária.